# Quarré-les-Tombes (tổng)
Tổng Quarré-les-Tombes là một tổng của Tỉnh của Yonne của Pháp.

## Phân chia hành chính
Tổng Quarré-les-Tombes réunit les xã:
- Beauvilliers;
- Bussières;
- Chastellux-sur-Cure;
- Quarré-les-Tombes;
- Saint-Brancher;
- Saint-Germain-des-Champs;
- Saint-Léger-Vauban.